# Superwoman (canción)
«Superwoman» es una canción de géneros r&b, soul y pop, escrita por las intérpretes estadounidenses Alicia Keys y Linda Perry, para el tercer álbum de estudio de la primera, titulado As I Am. Fue lanzado como el cuarto sencillo oficial.

## Antecedentes y producción
Durante una entrevista de Keys a MTV señaló que "Superwoman" es su canción favorita en el álbum, argumentando que "cada vez que la canto, me hace sentir inspiración para seguir componiendo".
"Superwoman" fue también, la canción de apertura en los juegos de WNBA, la cual incluía un video de Keys interpretándola en un concierto en vivo, paralelamente, a unas concursantes jugando baloncesto.
La canción fue seleccionada como el segundo sencillo oficial de Keys en España y el tercero en América Latina, siendo precedido por "No One" en la primera , y, "Teenage Love Affair" en la segunda.

## Estructura

### Contenido lírico
La letra de "Superwoman", se basa en una dedicatoria a todas las mujeres del mundo, hecha por Alicia Keys y Linda Perry. El primer verso habla sobre que la cantante busca siempre la mejor parte de ella, argumenta que nada se ve completo y que su meta es poder encontrar dicha parte. EL siguiente verso consiste en el estribillo, el cual hace referencias hacia que la cantante es una "super mujer", agrega que ese "super" está marcado en su pecho con una "S" mayúscula.

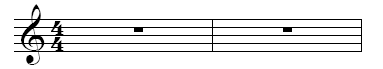
La canción está compuesta en compás de 4/4.

El tercer verso dice que todas las mamás que luchan por sus hijos también son super mujeres, sus hermanas y las mujeres pacientes que siempre están en algún lugar. El orden lógico de la canción le da paso al estribillo, de nuevo. La siguiente estrofa habla sobre que la cantante y las mujeres son "superwoman", pueden volar. La canción concluye con una nueva interpretación del estribillo.

### Estructura musical
"Superwoman" es una canción soul, escrita en compás de 4/4. Es una canción de ritmo moderado a 70 pulsaciones por minuto. Al igual que todas las canciones del álbum As I Am, la intervención vocal de Keys no es muy aguda y llega tras cuatro compases. Los instrumentos que sobresalen en su melodía son el piano, el saxofón, el melotrón y el bajo.

## Video musical

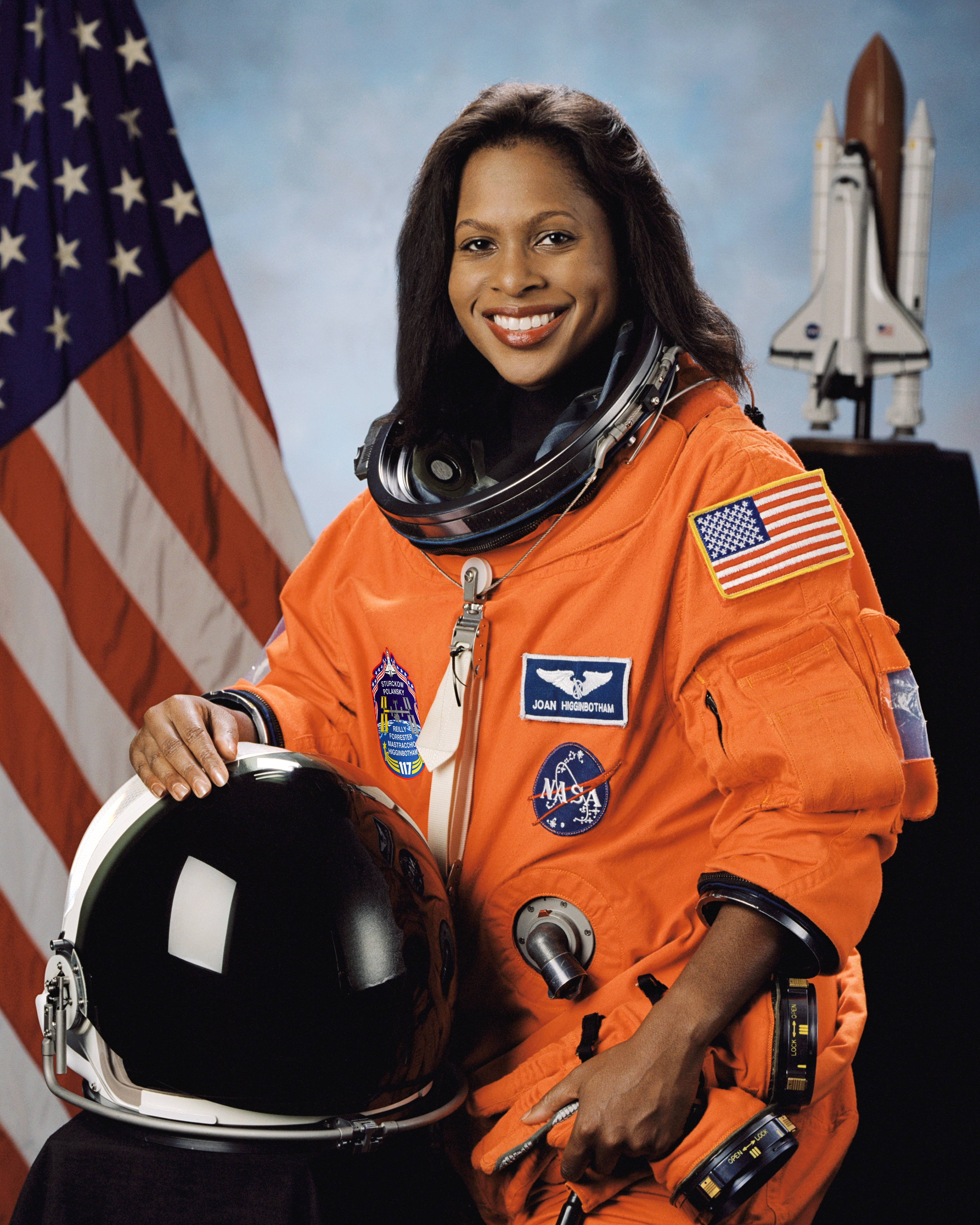
EL video ofrece la participación especial de la astronauta de la NASA, Joan Higginbotham.

El video musical para "Superwoman", fue grabado en Los Ángeles, entre el 9 y el 10 de julio de 2008. Fue dirigido por Chris Robinson. El video comienza con Alicia Keys cantando frente a un piano. Después, da inicio a una secuela de imágenes de mujeres, las cuales son todas interpretadas por Keys y tienen la característica de ser madres. La primera historia, es acerca de una madre soltera que lleva a sus hijos a un centro de educación superior en Los Ángeles, donde averigua que documentos necesita para estudiar allí. La segunda historia muestra a unas mujeres de origen islámico, recogiendo alimentos y bebidas, que después ofrecen a sus hijos. La tercera muestra a una ejecutiva la cual recibe, en múltiples ocasiones, mensajes de texto por parte de su hijo. La siguiente historia trata de una astronauta, quien muestra alegría al abrir una botella de agua y ver el líquido derramándose. La última, muestra a la emperatriz Cleopatra sentada en su trono. El video ofrece cameos y personajes reales interpretados por Keys. La ejecutiva, en realidad es inspirada en la vida de la actriz Jada Pinkett Smith; la astronauta es de Joan Higginbotham y la madre soltera es de Wynter Williams.

## Lista de canciones
| Disco compacto (sencillo) |                                  |          |  |
| N.º                       | Título                           | Duración |  |
| 1.                        | «Superwoman» (edición de radio)  | 4:09     |  |
| 2.                        | «Superwoman» (en vivo)           | 4:05     |  |
| 3.                        | «Superwoman» (versión del álbum) | 4:34     |  |

## Créditos y personal
| - Alicia Keys – voz, piano, Melotrón, sintetizador - Mark Batson – bajo - Steve Mostyn – bajo - Trevor Lawrence, Jr. – tambores - Mark Robohm – tambores - Jumaane Smith – líder de trompeta | - Duane Eubanks – segunda trompeta - Ryan Keberle – trompeta - Michael Dease – trompeta baja - David Watson – saxofón - Darryl Dixon – saxofón - Carl Maraghi – saxofón - Jason Sugata – trompeta |

## Listas de popularidad
| Lista                           | Mayor posición |
| ------------------------------- | -------------- |
| ARIA                            | 57             |
| Austria                         | 43             |
| Alemania                        | 43             |
| Japón                           | 27             |
| España                          | 11             |
| Suecia                          | 32             |
| Suiza                           | 48             |
| Reino Unido                     | 128            |
| Billboard Hot 100               | 82             |
| Billboard Hot R&B/Hip-Hop Songs | 12             |
| TOP 20 DZ                       | 12             |